# Comuna Poiana Stampei, Suceava
Poiana Stampei este o comună în județul Suceava, Bucovina, România, formată din satele Căsoi, Dornișoara, Pilugani, Poiana Stampei (reședința), Prăleni, Tătaru și Teșna.
Comuna Poiana Stampei este considerată poarta de intrare în Bucovina, dinspre Transilvania spre Moldova, în partea de vest a județului Suceava. Comuna se prezintă ca o depresiune întinsă, pe o lungime de 22 de km, de-a lungul râului Dorna și al afluentului acestuia, Dornișoara, are în componența sa opt sate: Căsoi, Dornișoara, Podu Coșnei, Teșna, Tătaru, Alexeni, Pilugani și Prăleni. 

## Demografie
Componența etnică a comunei Poiana Stampei
     Români (95,99%)
     Alte etnii (0,14%)
     Necunoscută (3,87%)
Componența confesională a comunei Poiana Stampei
     Ortodocși (88,25%)
     Penticostali (4,58%)
     Alte religii (2,5%)
     Necunoscută (4,67%)
Conform recensământului efectuat în 2021, populația comunei Poiana Stampei se ridică la 2.119 locuitori, în creștere față de recensământul anterior din 2011, când fuseseră înregistrați 2.077 de locuitori. Majoritatea locuitorilor sunt români (95,99%), iar pentru 3,87% nu se cunoaște apartenența etnică. Din punct de vedere confesional, majoritatea locuitorilor sunt ortodocși (88,25%), cu o minoritate de penticostali (4,58%), iar pentru 4,67% nu se cunoaște apartenența confesională.

## Politică și administrație
Comuna Poiana Stampei este administrată de un primar și un consiliu local compus din 11 consilieri. Primarul, Viluț Mezdrea[*], de la Partidul Social Democrat, este în funcție din 2012. Începând cu alegerile locale din 2024, consiliul local are următoarea componență pe partide politice:
|  | Partid                    | Consilieri | Componența Consiliului | Componența Consiliului | Componența Consiliului | Componența Consiliului | Componența Consiliului | Componența Consiliului | Componența Consiliului | Componența Consiliului | Componența Consiliului | Componența Consiliului |
|  | ------------------------- | ---------- | ---------------------- | ---------------------- | ---------------------- | ---------------------- | ---------------------- | ---------------------- | ---------------------- | ---------------------- | ---------------------- | ---------------------- |
|  | Partidul Social Democrat  | 10         |                        |                        |                        |                        |                        |                        |                        |                        |                        |                        |
|  | Partidul Național Liberal | 1          |                        |                        |                        |                        |                        |                        |                        |                        |                        |                        |

## Recensământul din 1930
Componența etnică a comunei Poiana Stampei
     Români (94,5%)
     Germani (4,15%)
     Altă etnie (1,35%)
Componența confesională a comunei Poiana Stampei
     Ortodocși (95,6%)
     Romano-catolici (3,3%)
     Greco-catolici (1%)
     Altă religie (0,1%)
Conform recensământului efectuat în 1930 , populația comunei Poiana Stampei se ridica la 1430 locuitori. Majoritatea locuitorilor erau români (94,5%), cu o minoritate de germani (4,15%). Alte persoane s-au declarat: polonezi (5 persoane), maghiari (2 persoane) și ruși (2 persoane). Din punct de vedere confesional, majoritatea locuitorilor erau ortodocși (95,6%), dar existau și romano-catolici (3,3%), greco-catolici (1,0%) și adventiști (1 persoană).

## Vezi și
- Biserica de lemn din Poiana Stampei
- Călimani - Gurghiu (sit de importanță comunitară)
- Cușma (sit de importanță comunitară)
- Larion (sit de importanță comunitară inclus în rețeaua ecologică europeană Natura 2000 în România).
- Munții Călimani (arie de protecție specială avifaunistică)

## Imagini

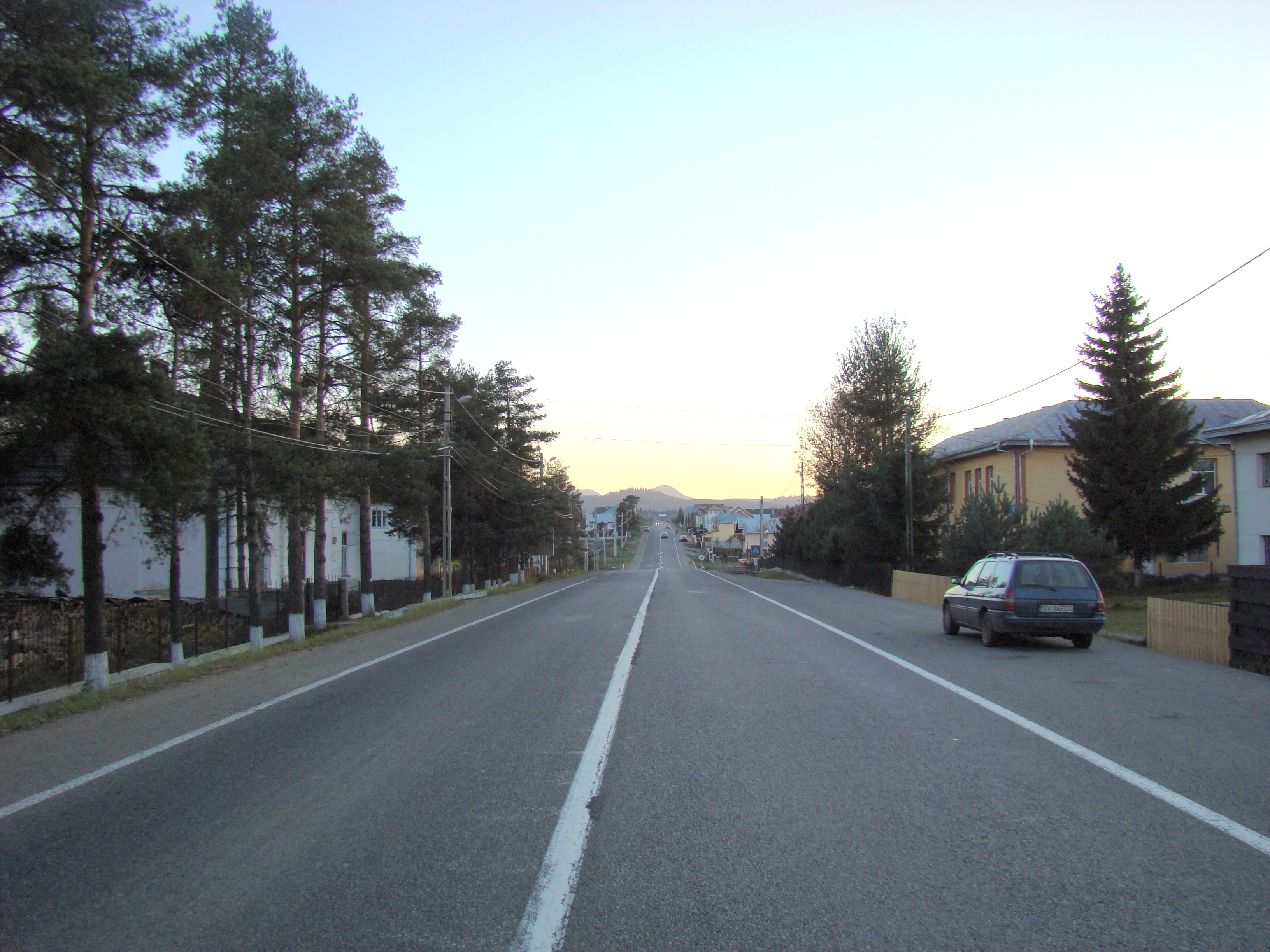
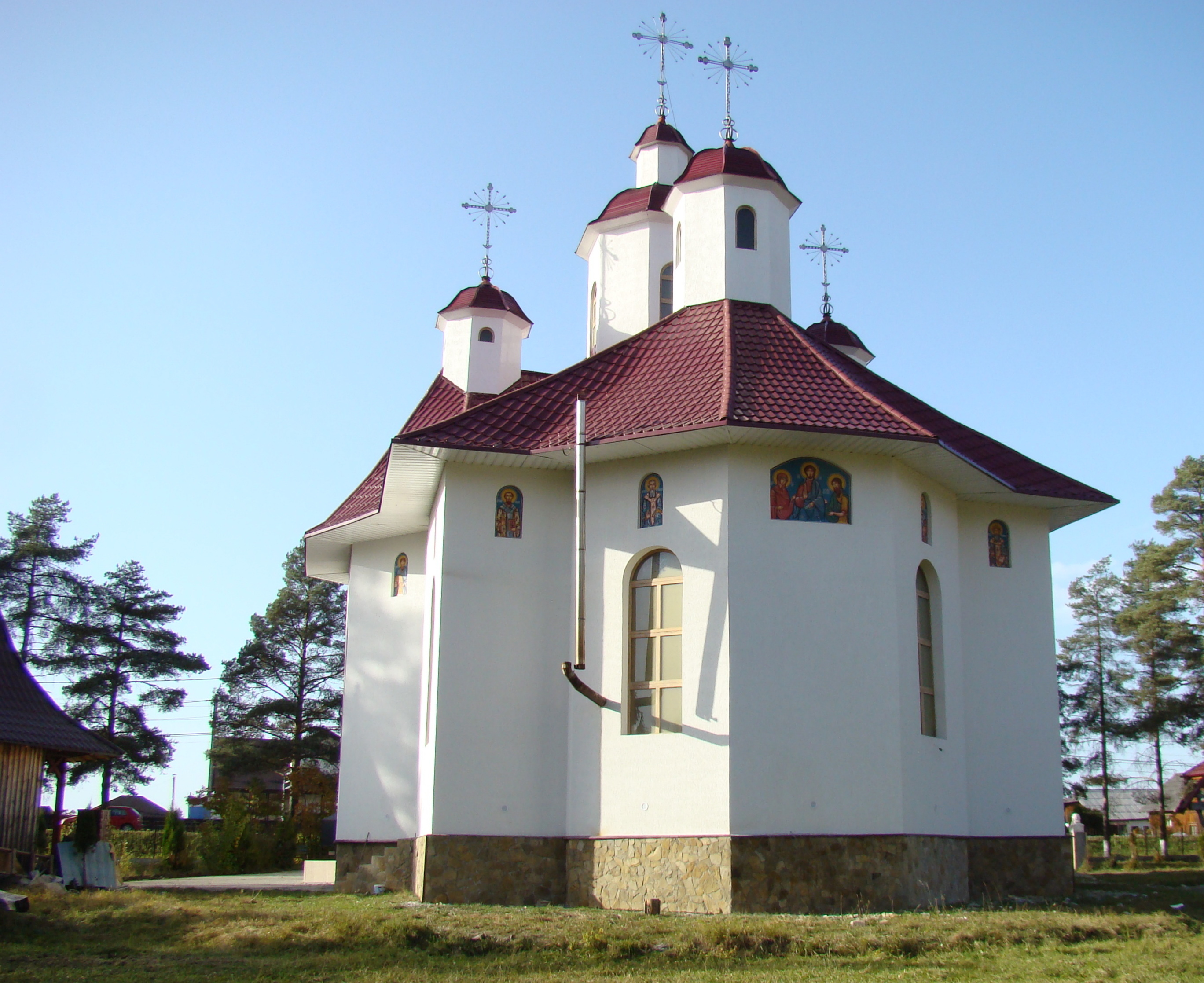
Biserica de lemn „Sfinții Arhangheli Mihail și Gavriil” (monument istoric)
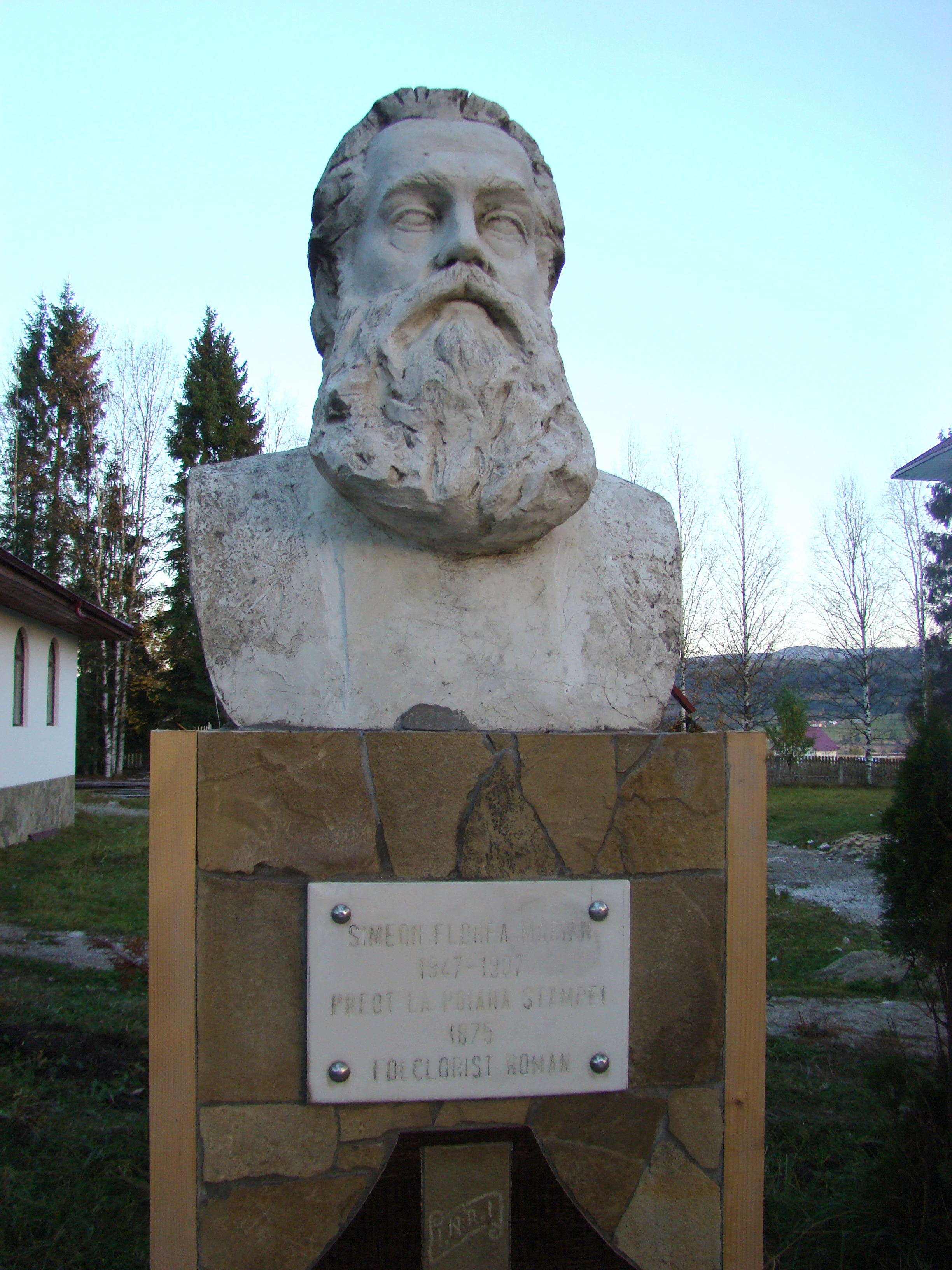
Bustul preotului și folcloristului Simeon Florea
Monumentul Eroilor
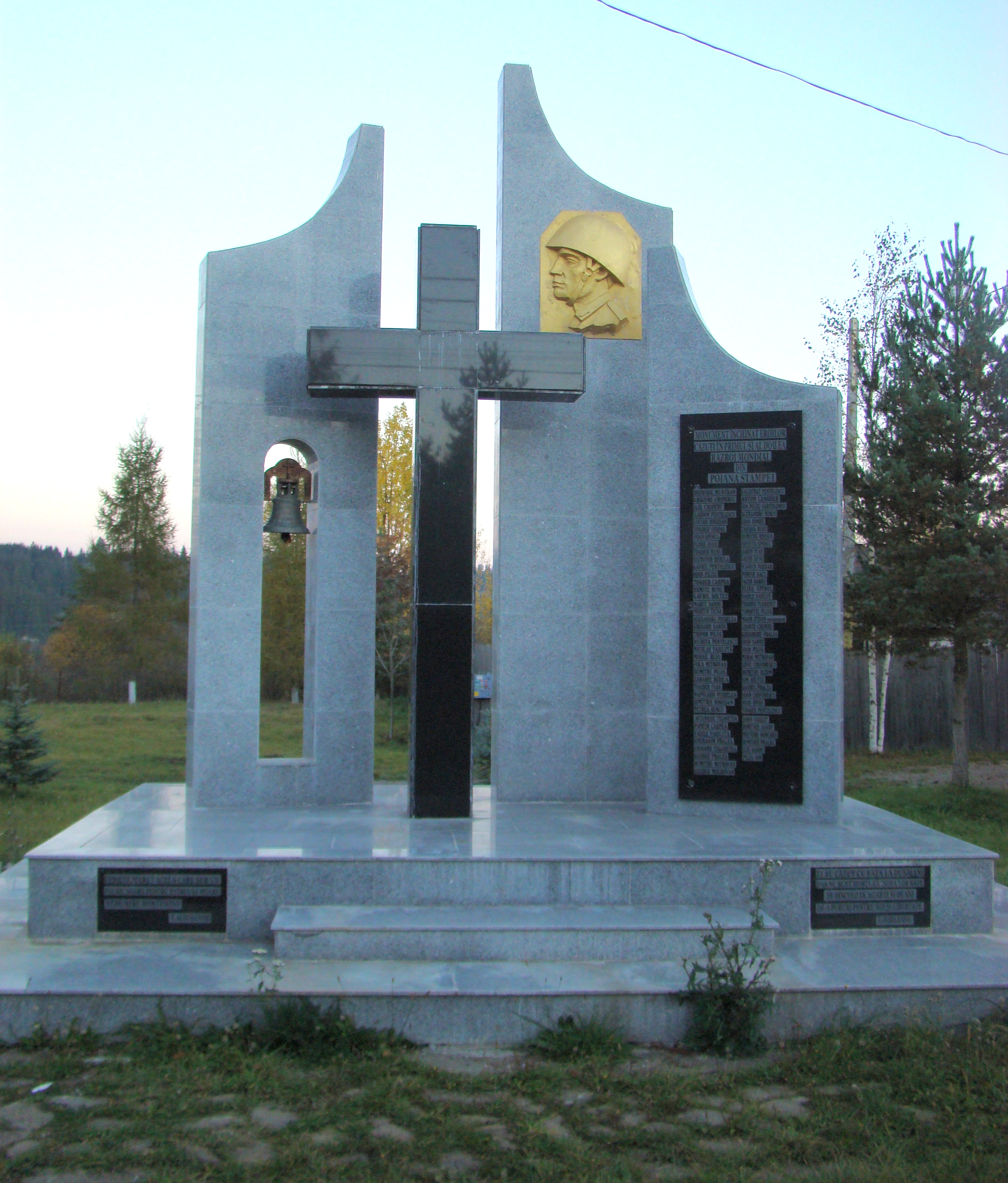
Monumentul Eroilor
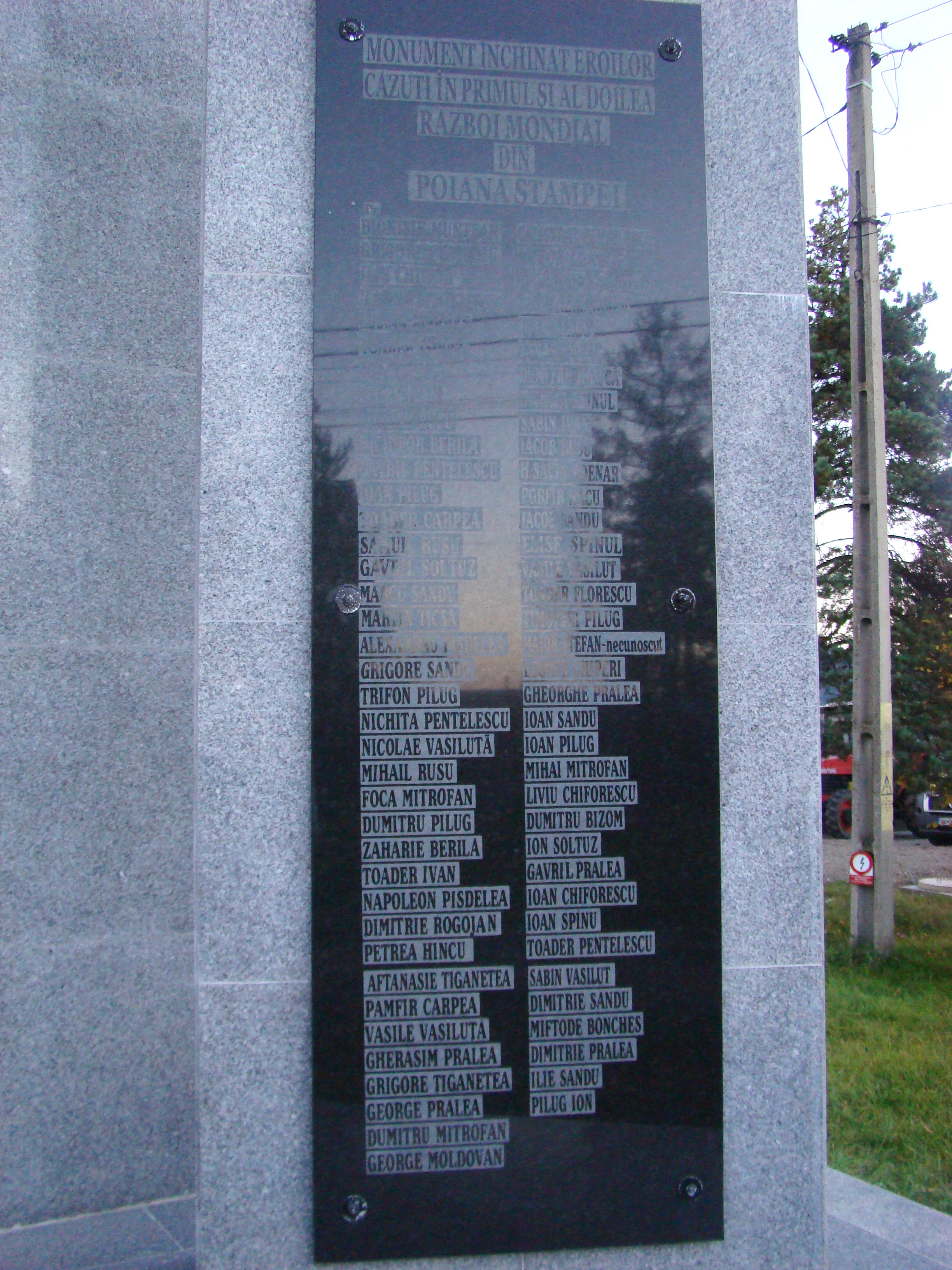
Monumentul Eroilor (detaliu)
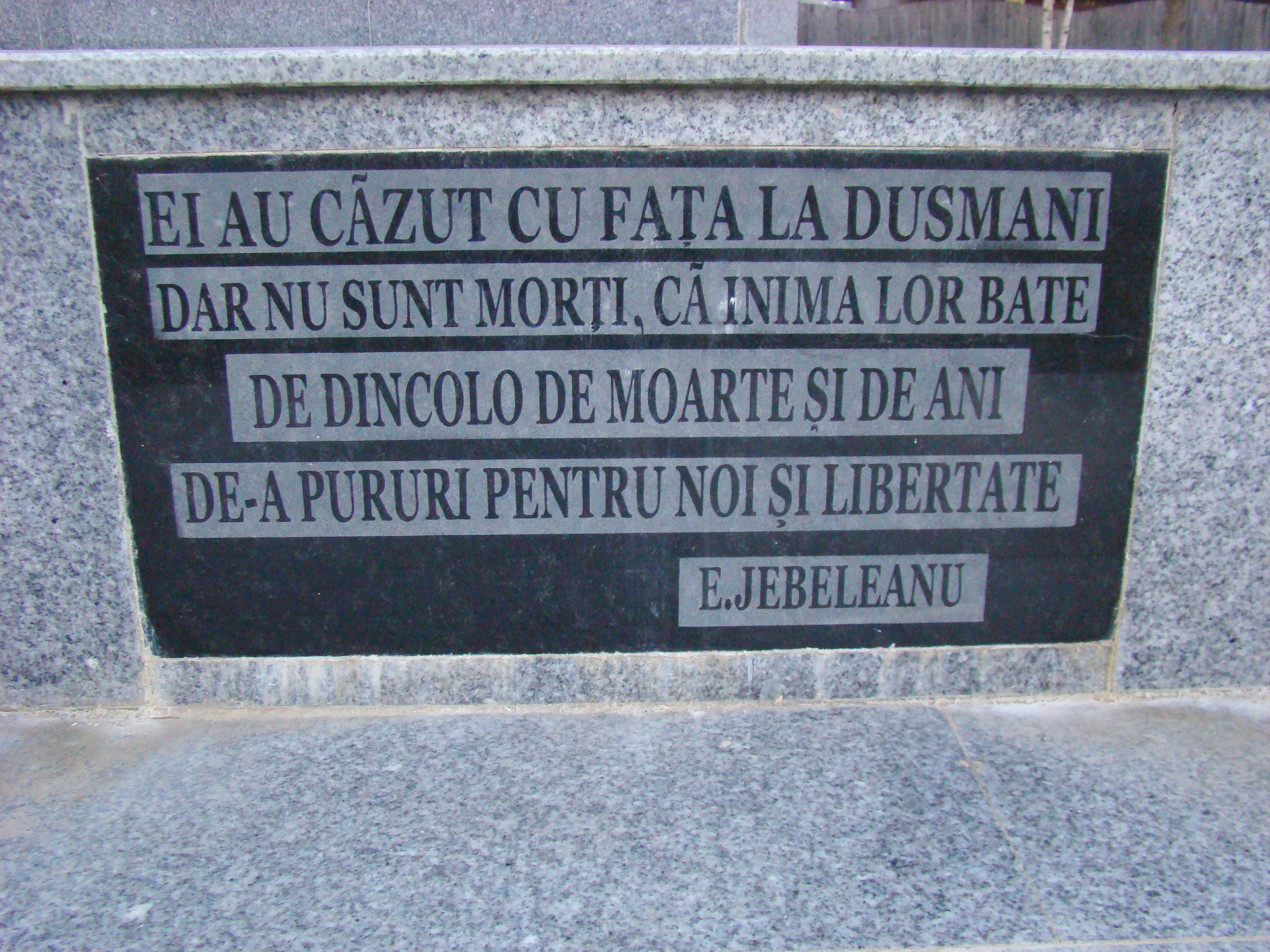
Monumentul Eroilor (detaliu)
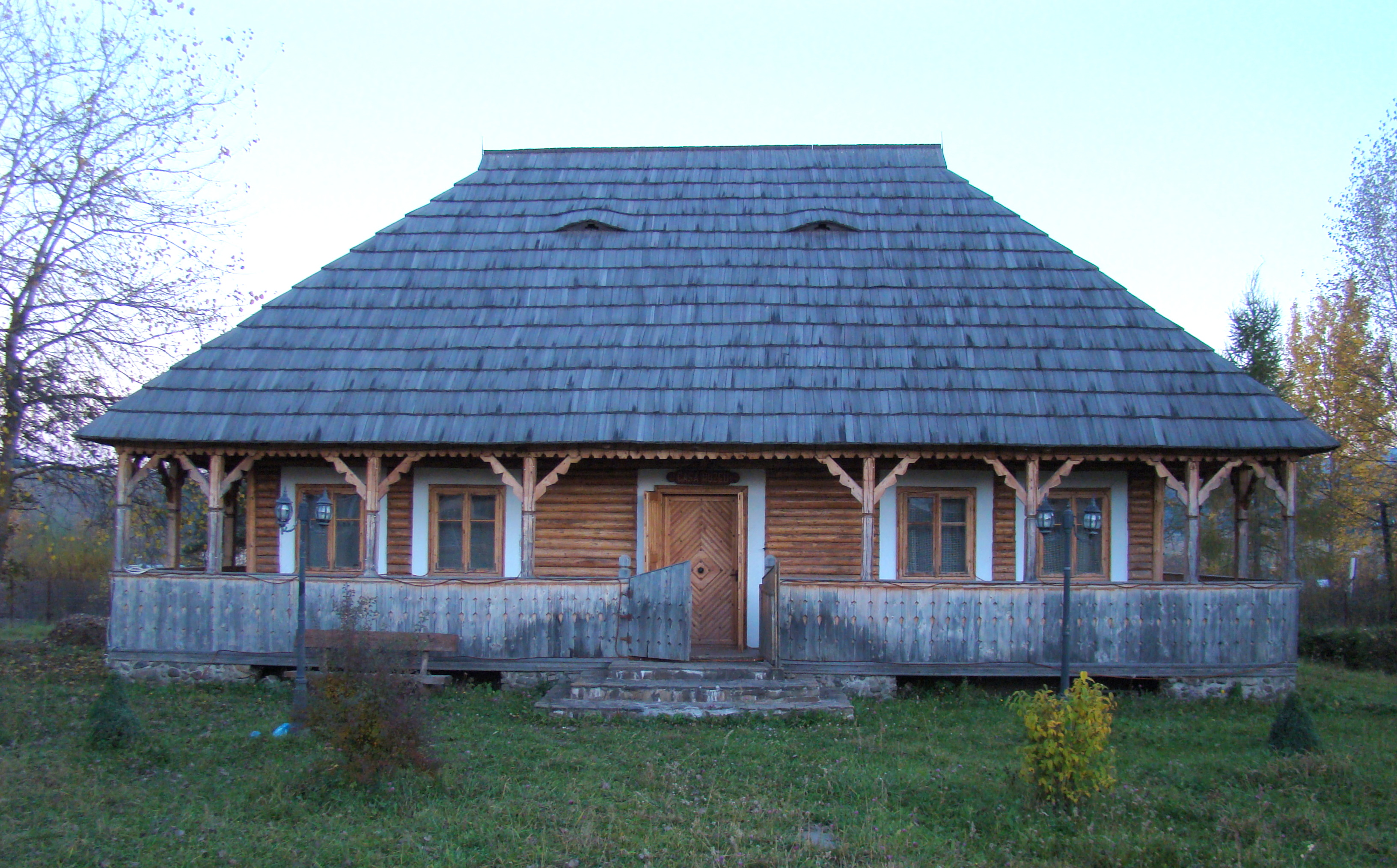
Muzeul satului
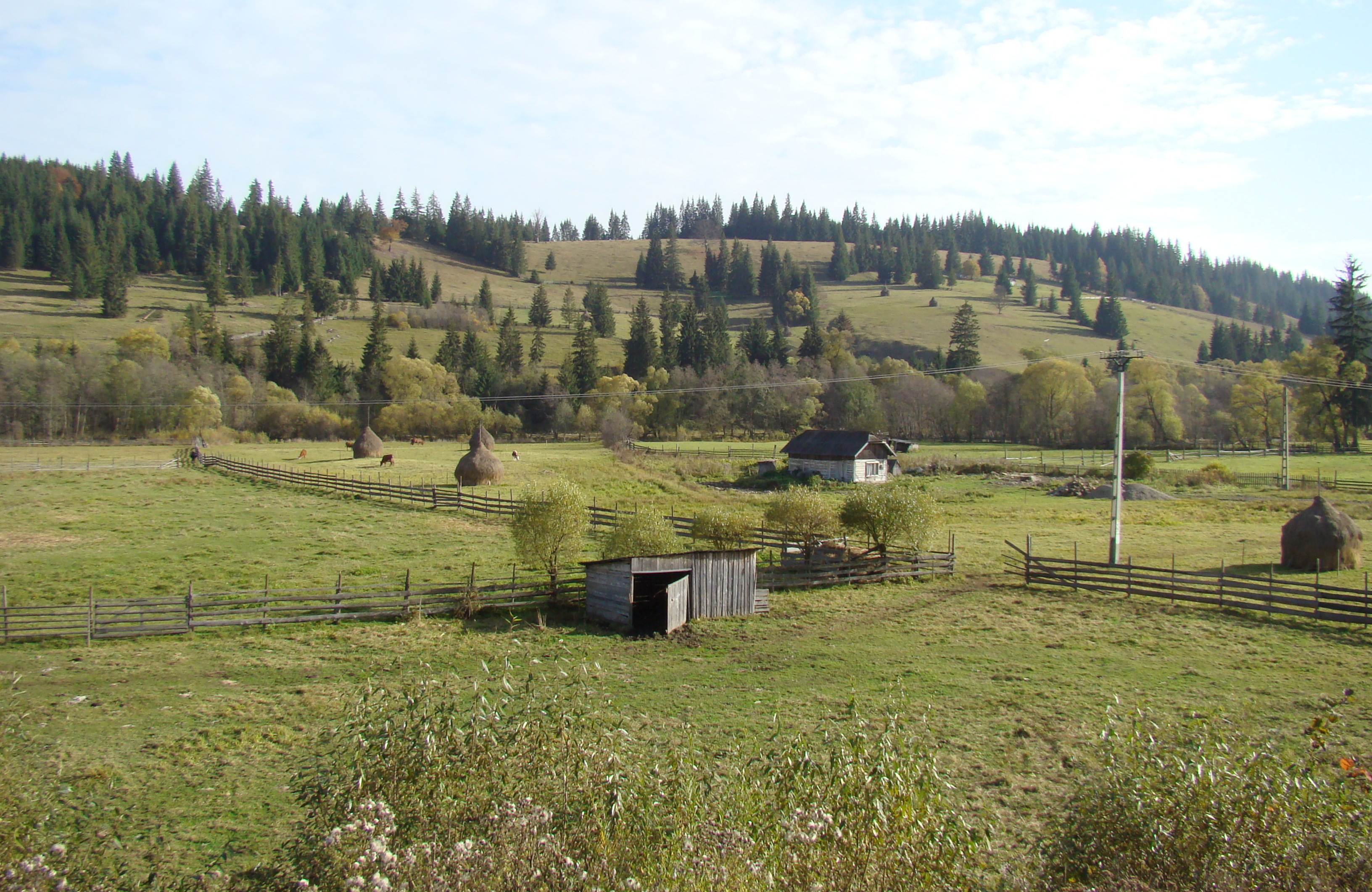
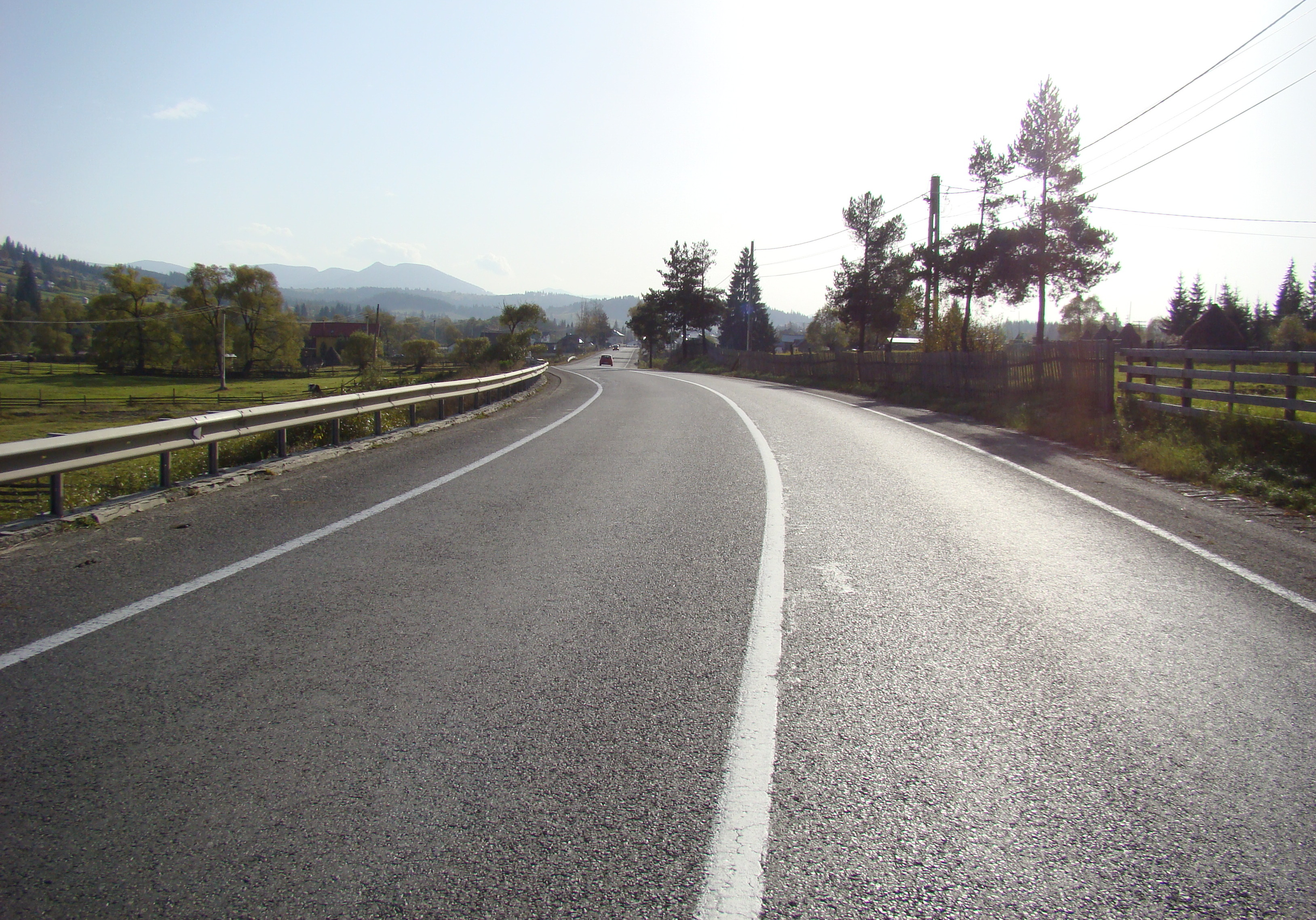
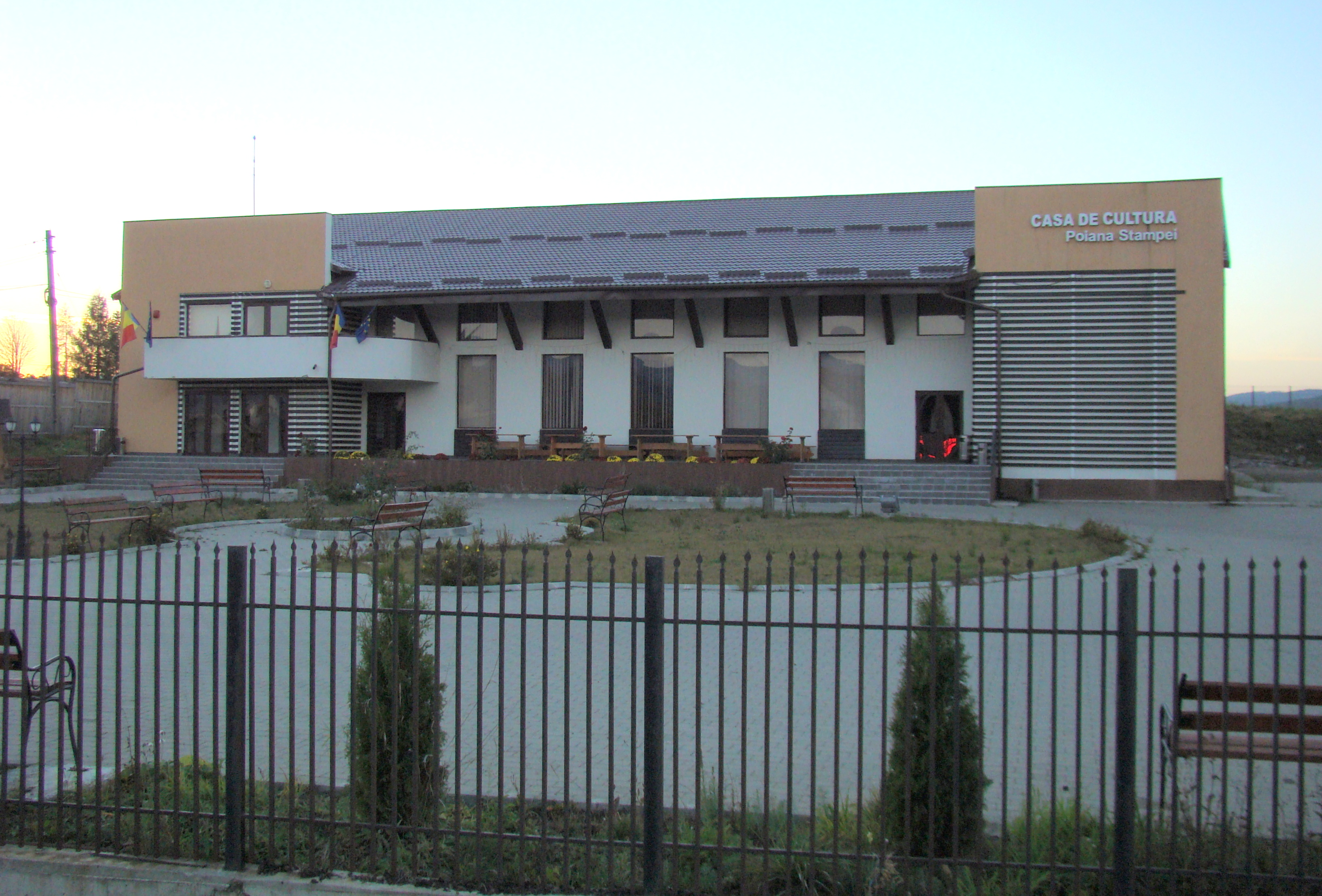
Casa de cultură
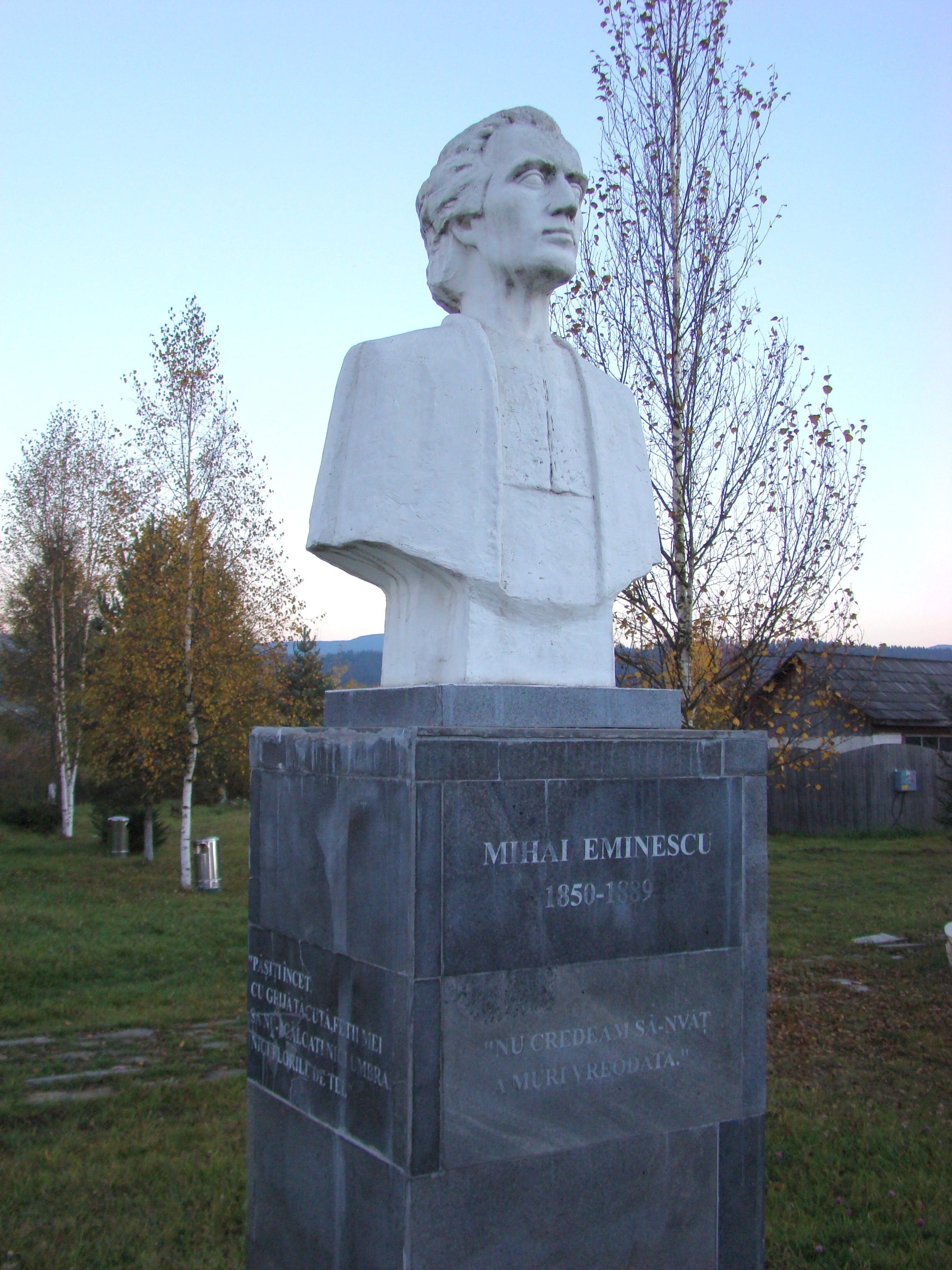
Bustul lui Mihai Eminescu
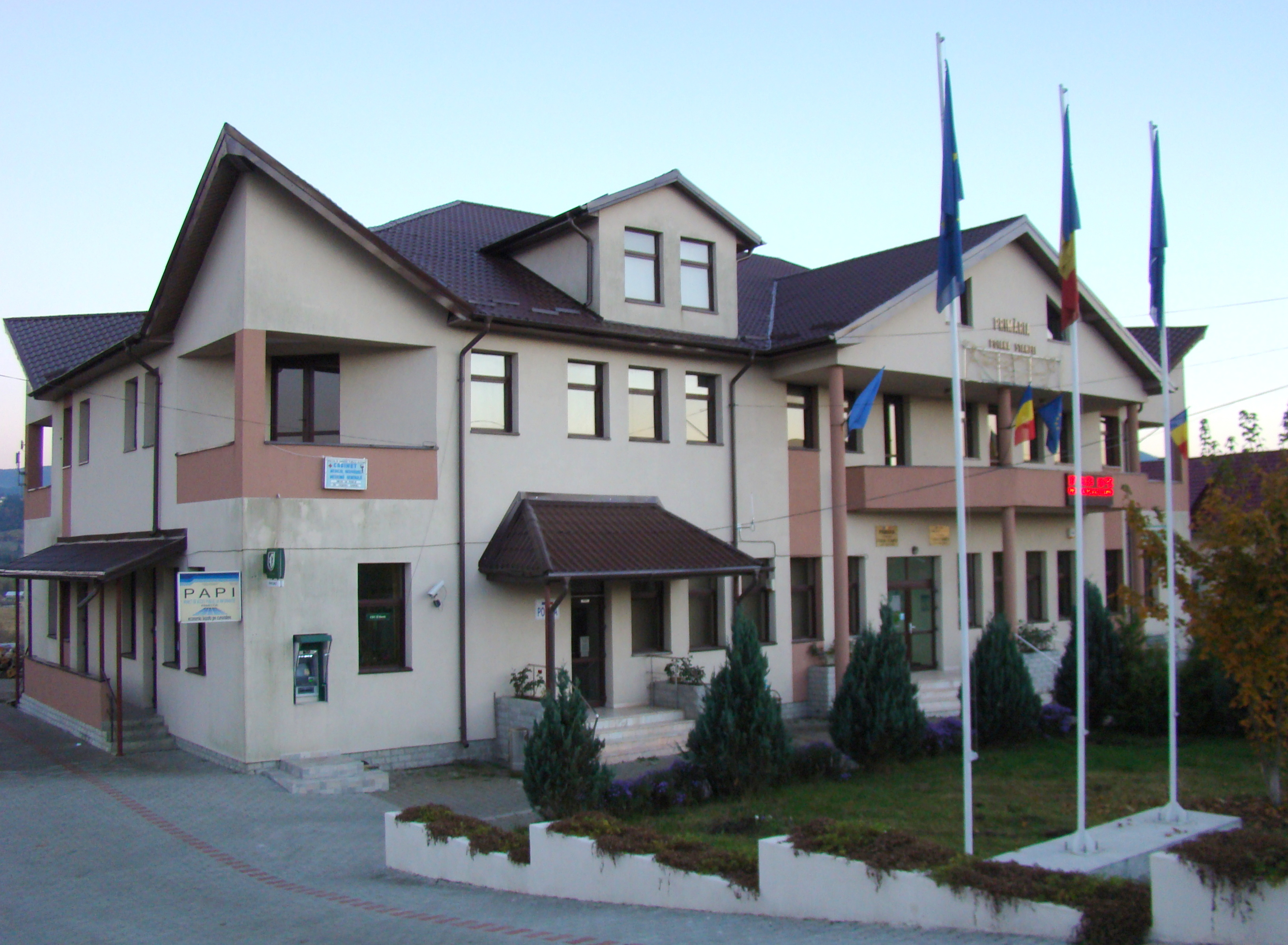
Primăria comunei
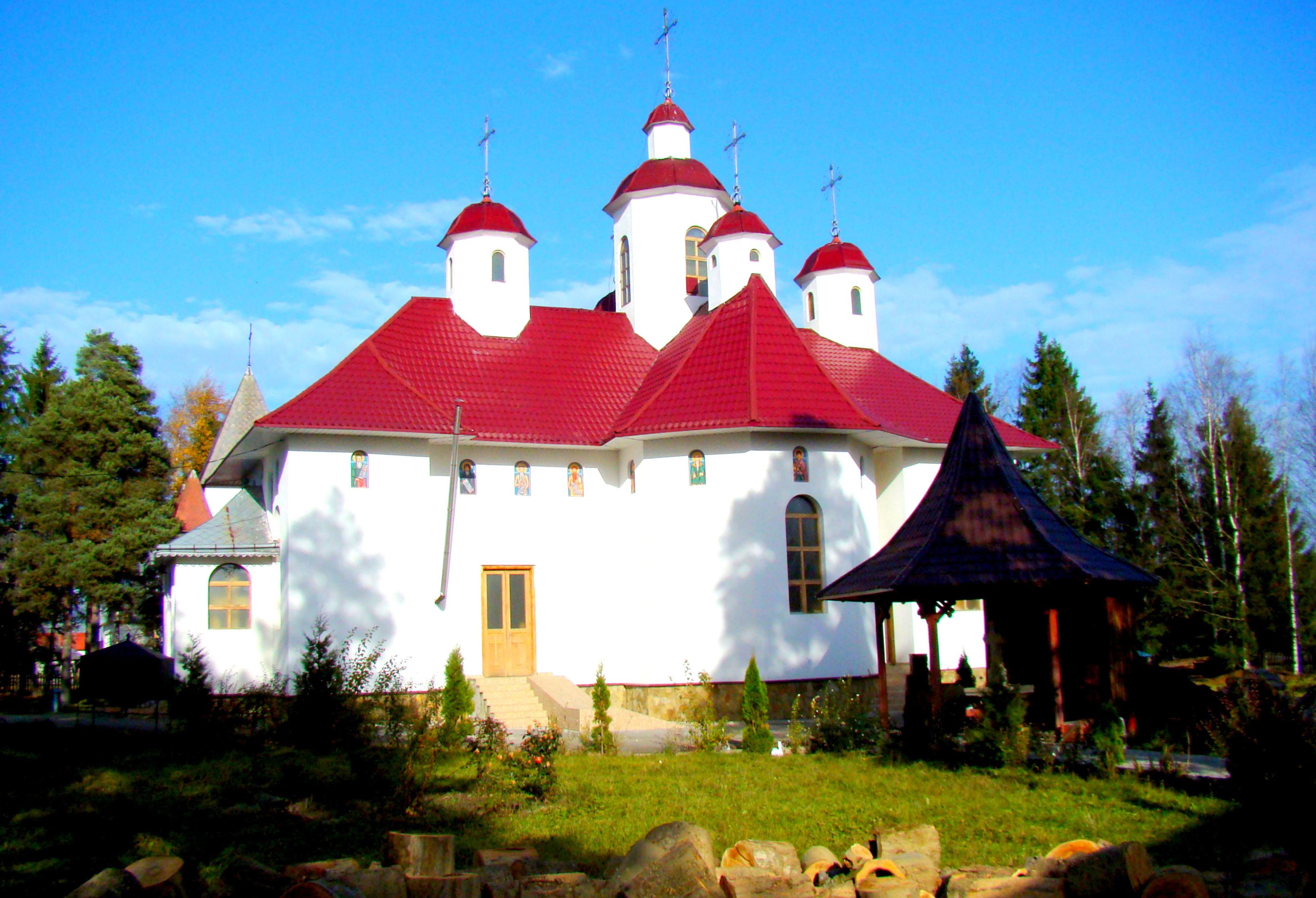
Biserica de lemn „Sfinții Arhangheli Mihail și Gavriil” (monument istoric)
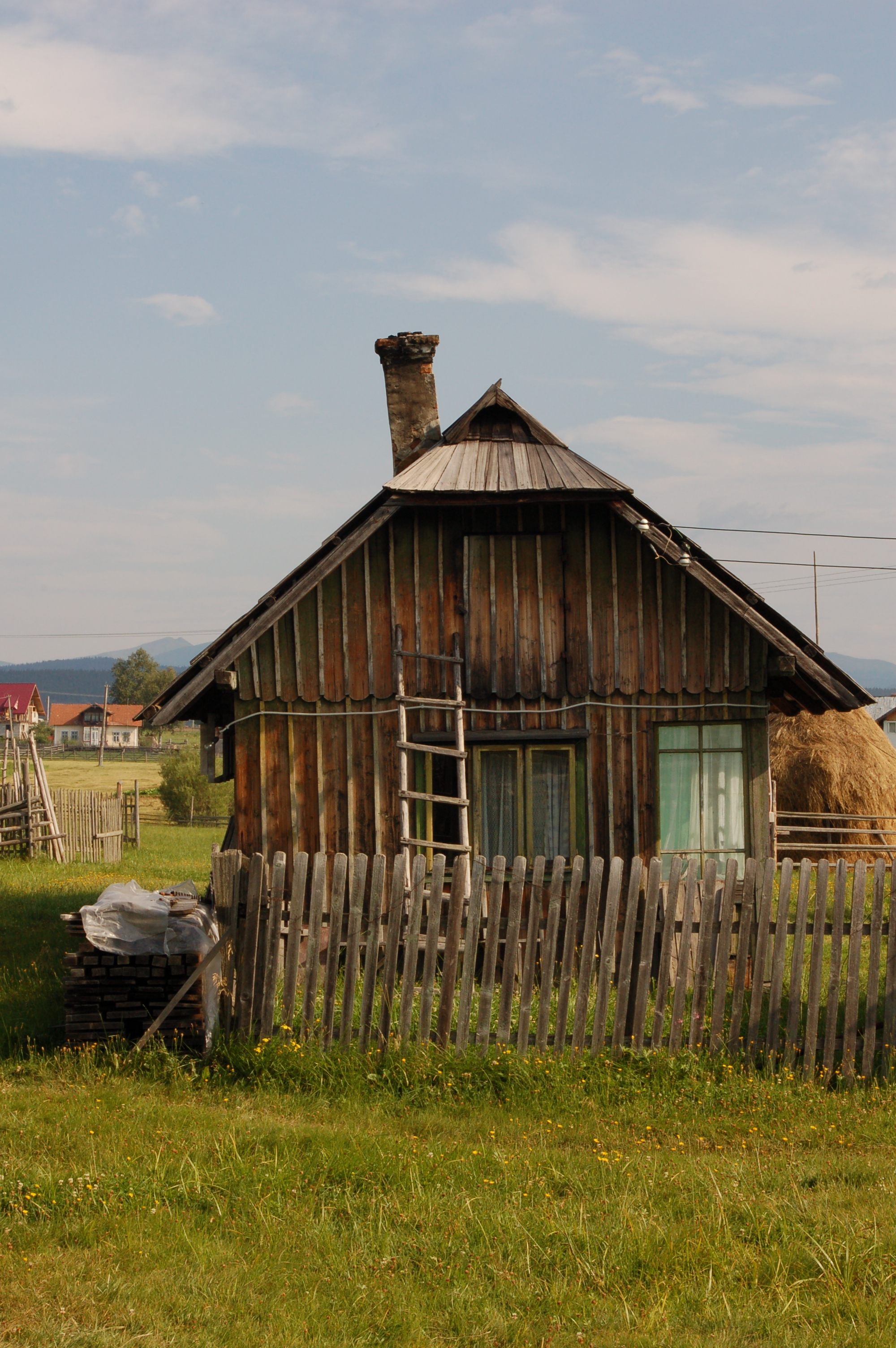
Casă de lemn
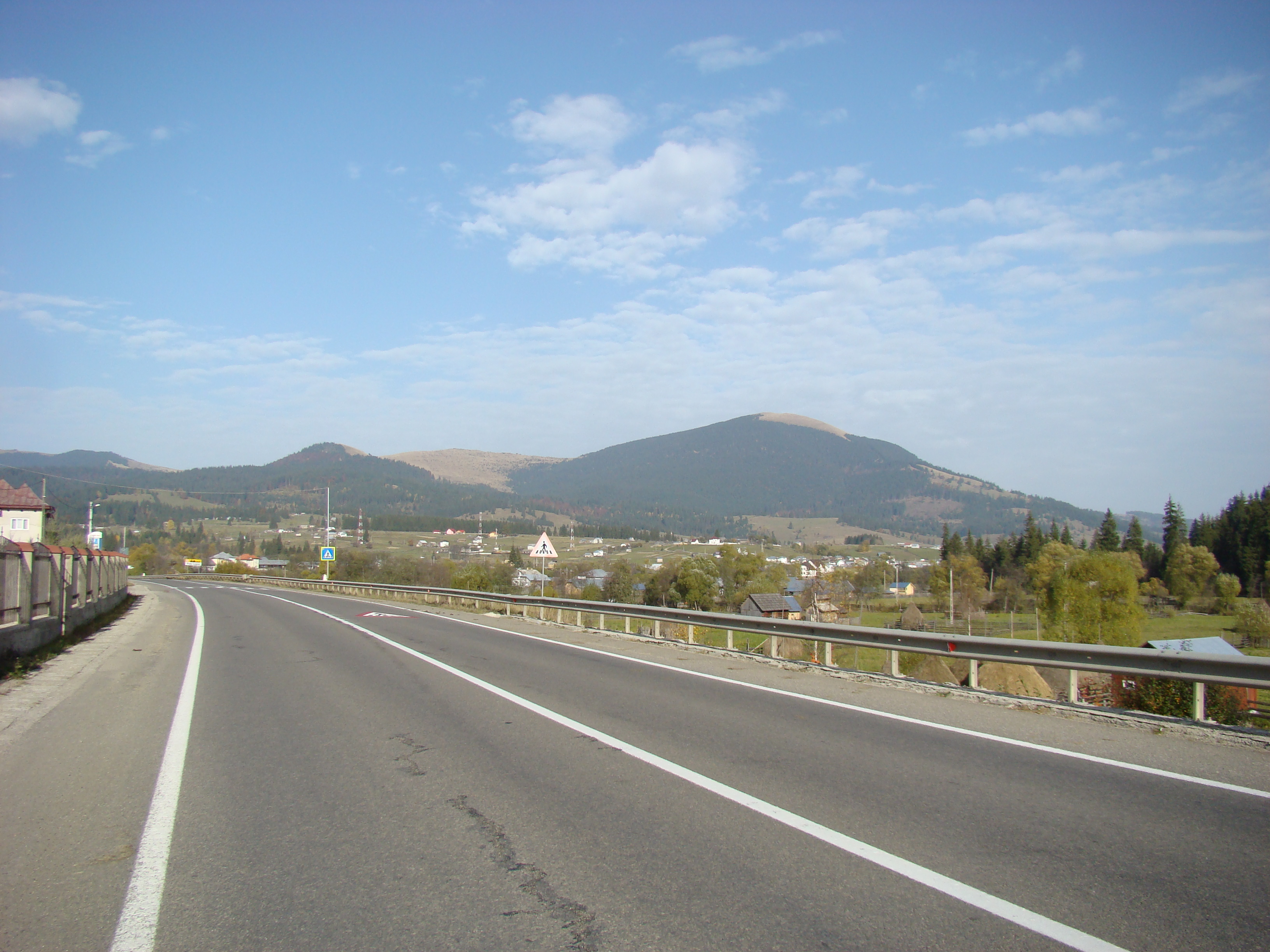